# Историко-юридические материалы
Историко-юридические материалы, извлечённые из актовых книг губерний Витебской и Могилёвской, ИЮМ — 32-томное археографическое издание Витебского центрального архива древних актовых книг, издававшееся с 1871 по 1906 год.
Инициатива издания ИЮМ исходила от первого архивариуса Витебского центрального архива древних актовых книг А. М. Сазонова — археографа-любителя, бывшего инспектора Динабургской гимназии. Под началом Сазонова, однако, в ИЮМ публиковались материалы невысокого археографического уровня — Сазонов иногда заменял передачу текстов на польском языке их изложением без дополнительных комментариев. Сазонов часто публиковал документы в соответствии с современными ему правилами русского языка, не оговаривая это, из-за чего документы утратили некоторые черты старобелорусского (западнорусского) языка. В ранних томах ИЮМ также отсутствовали примечания, легенды и указатели; не ко всем документам составлялись заголовки.
Сменивший Сазонова после его смерти на должности архивариуса М. Л. Верёвкин начал составлять к томам именные и географические указатели, а в остальном следовал опыту Сазонова. Однако в томах, изданных Верёвкиным, находится большое количество опечаток и ошибок.
Последние тома редактировал известный белорусский археограф Д. И. Довгялло. Под руководством Довгялло качество публикаций в ИЮМ улучшилось — тексты стали передаваться, придерживаясь оригинала; кроме того, составлялись примечания (в том числе и палеографические), указатели и историко-археографические предисловия. В томах 30 и 32 Довгялло применил приём сплошной публикации документов.

## Список выпусков «Историко-юридических материалов»
- Вып. 1: [Приходо-расходные книги г. Могилева за 1679―1681 гг.; Акты, извлечённые из книг Витебского земского суда за 1593―1626 гг.], 1871. — LV, 374, [3] с.
- Вып. 2: [Приходо-расходные книги г. Могилева за 1683―1684 гг.; Акты, извлеченные из книг Витебского земского суда за 1628―1731 гг.], 1871. — 376, [6] с.
- Вып. 3: [Приходо-расходные книги г. Могилева за 1685 г.; Акты, извлеченные из книг Полоцкого земского суда за 1648―1778 гг.], 1872. — 444 с.
- Вып. 4: [Приходо-расходные книги г. Могилева за 1686, 1688 гг.; Акты, извлеченные из книг Полоцкого магистрата и земского суда за 1633―1789 гг.], 1873. — 432 с.
- Вып. 5: [Приходо-расходные книги г. Могилева за 1688 г.; Акты, извлеченные из книг Полоцкого магистрата за 1652―1676 гг.], 1874. — 414, [2] с.
- Вып. 6: [Приходо-расходная книга г. Могилева за 1689 г.; Акты, извлеченные из книг Полоцкого магистрата за 1676―1771 гг.], 1875. — 411 с.
- Вып. 7: [Приходо-расходные книги г. Могилева за 1690 г.; Акты, извлеченные из книг Могилевского магистрата за 1577―1591 гг.], 1876. — 511, V с.
- Вып. 8: [Приходо-расходные книги г. Могилева за 1691 г.; Акты, извлеченные из книг Могилевского магистрата за 1591―1634 гг.], 1877. — 530, VII c.
- Вып. 9: [Приходо-расходная книга г. Могилева за 1692 г.; Акты, извлеченные из книг Могилевского магистрата за 1635―1646 гг.], 1878. — 546, VII с.
- Вып. 10: [Приходо-расходная книга г. Могилева за 1695 г.; Акты, извлеченные из книг Могилевского магистрата за 1646―1706 гг.], 1879. — 544, VIII с.
- Вып. 11: [Приходо-расходные книги г. Могилева за 1697 г.; Акты, извлеченные из книг Могилевского магистрата за 1706―1716 гг.], 1880. — 534 с.
- Вып. 12: [Приходо-расходная книга г. Могилева за 1698 г.; Акты, извлеченные из книг Могилевского магистрата за 1716―1725 гг.], 1881. — 530, XIV с.
- Вып. 13: [Приходо-расходные книги г. Могилева за 1699 г.; Акты, извлеченные из книг Могилевского магистрата за 1725―1736 гг.], 1882. — XVII, 530 с.
- Вып. 14: [Приходо-расходные книги г. Могилева за 1700 г.; Акты, извлеченные из книг Могилевского магистрата за 1736―1747 гг.], 1883. — 528, XVIIІ с.
- Вып. 15: [Приходо-расходные книги г. Могилева за 1706 г.; Акты, извлеченные из книг Могилевского магистрата за 1747―1756 гг.], 1884. — 528, XVII с.
- Вып. 16: [Приходо-расходные книги г. Могилева за 1709 г.; Акты, извлеченные из книг Могилевского магистрата за 1756―1766 гг.], 1885. — 510, XI с.
- Вып. 17: [Приходо-расходная книга Могилева за 1710 г.; Акты, извлеченные из книг Могилевского магистрата за 1766―1787 гг. и Кричевской магдебургии за 1662―1761 гг.], 1888. — 415, XVII с.
- Вып. 18: [Приходо-расходная книга г. Могилева за 1710 г.; Акты, извлеченные из книг Кричевской магдебургии за 1761―1771 гг.; из городских книг Витебского воеводства за 1596―1707 гг.; из документов Центр. архива за 1720―1740 гг; из книг Витебского магистрата за 1743―1760 гг.], 1888. — VIII, 492, XLI, [6] с.
- Вып. 19: [Приходо-расходная книга г. Могилева за 1711 г.; Акты, извлеченные из книг Витебского магистрата за 1760―1791 гг.; из документов Центрального архива за 1714―1813 гг.; из городских книг Витебского воеводства за 1712 год], 1889. — XXІІ, 496, XXXII c.
- Вып. 20: [Приходо-расходная книга г. Могилева за 1711 г.; Акты, извлеченные из книг Витебского гродского суда за 1534―1712 гг.; из документов Центрального архива за 1714―1813 гг.; из книг Витебского земского суда за 1592―1596 гг.], 1890. — XVI, 512, XXX с.
- Вып. 21: [Приходо-расходная книга г. Могилева за 1711 г.; Акты, извлеченные из книг Витебского гродского суда за 1713 г.; из документов Центрального архива за 1565―1813 гг.; из книг Витебского земского суда за 1596―1627 гг.], 1891. — X, 500, XL с. 1891 Вып. 22: [Приходо-расходная книга г. Могилева 1711 г.; Акты, извлеченные из книг Витебского гродского суда за 1714 г.; из книг Витебского земского суда за 1626―1629 гг.; из книг Полоцкого земского суда за 1599―1716 гг. и инвентарь г. Уллы], 1891. — Х, 501, [3], XXXV с.
- Вып. 22: [Приходо-расходная книга г. Могилева 1711 г.; Акты, извлеченные из книг Витебского гродского суда за 1714 г.; из книг Витебского земского суда за 1626―1629 гг.; из книг Полоцкого земского суда за 1599―1716 гг. и инвентарь г. Уллы], 1891. — Х, 501, [3], XXXV с.
- Вып. 23: [Извлечено из приходо-расходной книги г. Могилева за 1712 г.; Акты, извлеченные из книг Витебского гродского суда за 1716 г.; из книг Витебского земского суда за 1630―1634 гг.; из книг Полоцкого земского суда за 1623―1668 гг.; из книг Оршанского земского суда за 1642 г.], 1892. — VIII, 512, [6], XXX, [2] с.
- Вып. 24: [Извлечение из приходо-расходной книги г. Могилева за 1713 г.; Акты, извлечнные из книг Витебского гродского суда за 1717 г.; из книг Витебского земского суда за 1634―1635 гг.; из книг Полоцкого земского суда за 1668―1669 гг.; из книг Оршанского земского суда за 1642―1647 гг.; из книг Мстиславльского гродского и земского суда за 1663―1664 гг.], 1893. — IV, 516, [2], XXXVI с.
- Вып. 25: [Извлечение их приходо-расходной книги г. Могилева за 1714 г.; Акты, извлеченные из книг Витебского гродского суда за 1719 г.; из книг Витебского земского суда за 1637 г.; из книг Полоцкого земского суда за 1670 г.; из книг Оршанского земского суда за 1649―1654 гг.; из книг Мстиславльского гродского и земского суда за 1664 г.]., 1894. — IV, 508, XLI с.
- Вып. 26: Извлечение из приходо-расходной книги г. Могилева за 1715 г.; Акты, извлеченные из книг Витебского гродского суда за 1721 г.; из книг Витебского земского суда за 1641 г.; из книг Полоцкого гродского суда за 1667 г.; из книг Оршанского земского суда за 1668―1680 гг., 1895. — 516, XXXIV с.
- Вып. 27: [Инвентарная опись документов Ушачской магдебургии за 1622―1764 гг.; Приходо-расходная книга г. Могилева за 1716 г.; Документы, относящиеся к истории польских инфлянт за 1583―1738 гг.; Документы 1693 г., хранящиеся в Центральном архиве; Акты из книг Витебского гродского суда за 1721―1722 гг.; из книг Ушачской магдебургии за 1756―1762 гг.], 1898. — XL, 461, [3] с.
- Вып. 28: [Документы, относящиеся к истории Чечерского староства за 1629―1726 гг.; Документы из актов Витебского земского суда за 1645―1650 гг.; из актов Мстиславского суда за 1563―1666 гг.; из актов Оршанского земского суда за 1614―1693 гг.; из актовых книг Полоцкого земского суда за 1593―1668 гг.; Оршанский гербовник и указатель к нему], 1900. — XVI, 356, 167, V с.
- Вып. 29: [Фундуши, инвентари и др. документы, относящиеся к истории церкви за 1618―1766 гг.; Королевские привилегии, инвентари, граничные обходы и документы, рисующие быт и право Полоцко-Витебской земли за 1506―1781 гг.], 1901. — IV, 472, 68, XXXI с.
- Вып. 30: [Акты, извлеченные исключительно из книг бывших присутственных мест Могилевской губернии за 1592―1796 гг.], 1903. — XI, 360, 164, XXXIV с.
- Вып. 31: [Люстрации староств княжества Инфлянтского 1692―1765 гг.; Акты Витебского земского суда 1592―1601 гг.], 1903. — VIII, 449, 94, XXVI с.
- Вып. 32: [Акты первой книги Могилевского магистрата за 1577―1578 гг.], 1906. — XXXIV, 165―289, 292, [4] с.